# Barakan
Barakan – wełniana lub półwełniana tkanina na jedwabnej osnowie, używana na letnie ubrania i suknie w XVIII wieku.
Podobna do drogietu.